# Hoplitis acanthophora
Hoplitis acanthophora är en biart som först beskrevs av Morawitz 1875.  Hoplitis acanthophora ingår i släktet gnagbin, och familjen buksamlarbin. Inga underarter finns listade i Catalogue of Life.